# گروسهولباخ
گروسهولباخ (به آلمانی: Großholbach) یک شهر در آلمان است که در وستروالدکرایس واقع شده‌است.